# Dolné Kočkovce
Dolné Kočkovce (Hongaars: Alsókocskóc) is een Slowaakse gemeente in de regio Trenčín, en maakt deel uit van het district Púchov.
Dolné Kočkovce telt 1.218 inwoners.